# 738 Alagasta
738 Alagasta је астероид главног астероидног појаса. Приближан пречник астероида је 62,79 ,
а средња удаљеност астероида од Сунца износи 3,032 астрономских јединица (АЈ).
Инклинација (нагиб) орбите у односу на раван еклиптике је 3,529 степени, а орбитални период износи 1928,977 дана (5,281 година). Ексцентрицитет орбите астероида износи 0,060.
Апсолутна магнитуда астероида износи 10,13 а геометријски албедо 0,039.
Астероид је откривен 7. јануара 1913. године.